# 普慈郡
普慈郡，中国古代的郡。
北周建德四年（575年）置，治所在多业县（今四川乐至县东北）。辖境相当今四川省乐至县一带。隋朝开皇十三年（593年）废。 